# Héctor Rodríguez (Schiedsrichter)
Héctor Francisco Rodríguez Hernández (* 13. September 1982) ist ein honduranischer Fußballschiedsrichter.
Rodríguez leitet seit vielen Jahren Spiele in der Liga Nacional de Fútbol Profesional de Honduras.
Von 2011 bis 2018 stand er auf der Liste der FIFA-Schiedsrichter und leitete internationale Fußballspiele, unter anderem in der CONCACAF Champions League.
Rodríguez war beim Gold Cup 2013 (ein Gruppenspiel), beim Gold Cup 2015 (ein Gruppenspiel und ein Viertelfinale) und beim Gold Cup 2017 (ein Gruppenspiel) im Einsatz.